# Trinomys yonenagae
Trinomys yonenagae és una espècie de mamífer rosegador de la família de les rates espinoses. És endèmica de l'estat de Bahia (Brasil). El seu hàbitat natural són les dunes i inclou gran part del camp de dunes del marge esquerre del curs mitjà del riu São Francisco. Està amenaçada per l'extracció de sorra del seu entorn.
Aquest tàxon fou anomenat en honor de la biòloga brasilera Yatiyo Yonenaga-Yassuda.